# Панування на морі
Військово-морські сили панують на морі, якщо вони настільки сильні, що противник не наважується або не має можливості їх атакувати. Панування на морі є військово-морським аналогом терміну «панування у повітрі». Утримуючи панування над морем держава чи союз держав забезпечує вільне переміщення морем власних військових кораблів та торгових суден, у той час як флот противника вимушений залишатися у портах або намагатися уникнути виявлення під час виходів у море. Панування на морі уможливлює здійснення морських десантних операцій.

## Панування на морі в історії
Найбільш відомим є панування над морем Королівського флоту Британії впродовж тривалих періодів з 18 до початку 20 століття. Це дозволяло Британії та її союзникам під час війни використовувати море для переміщення товарів та військ, що не могли робити її противники. Так, Британія забезпечила морську блокаду Франції у часи Наполеонівських війн, США під час війни 1812 — 1815 років, Німеччини під час Першої Світової Війни. У період після 1945 панування на морі належить флоту США.